# Sheila Florance
Sheila Mary Florance, född 24 juli 1916 i St. Kilda, död 12 oktober 1991 i Melbourne, var en australisk skådespelerska. Hon är kanske mest känd för sin roll som fången Lizzie Birdsworth i serien Kvinnofängelset 1978–1984.
Hennes sista film var A Woman's Tale (1991).

## Privatliv
Florance var gift med Roger Lightfoot Oyston 1934–1944. Paret hade fyra barn. Från 1946 till 1983 var hon gift med Jan (John) Adam Balawaider.